# Johor Circuit

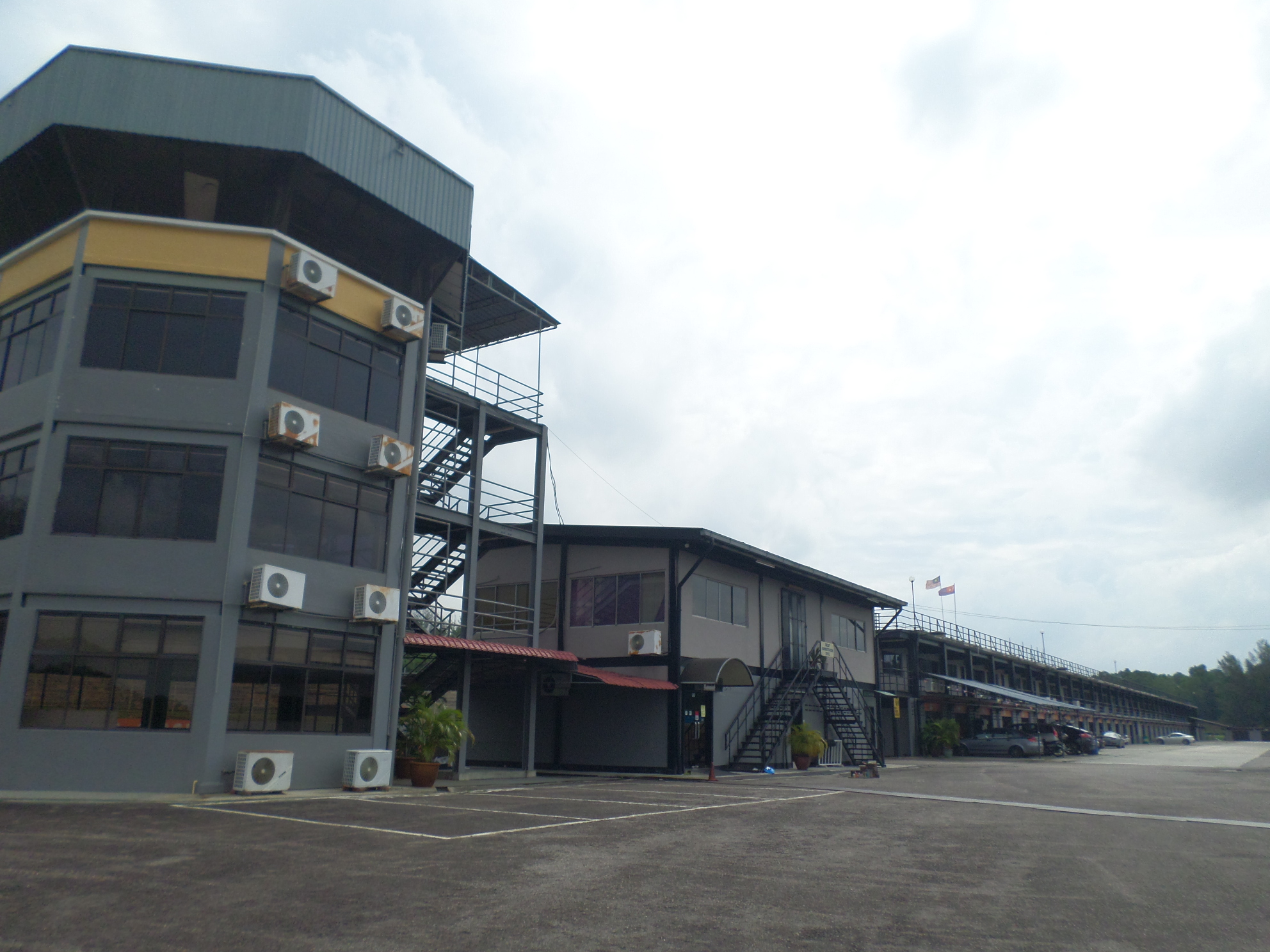
Johor Circuit

Het Johor Circuit is een permanent circuit in de buurt van Pasir Gudang in Maleisië. Het circuit werd in 1986 officieel geopend door Mahmud Iskandar, de achtste koning van Maleisië.
In 1992 en 1993 organiseerde het circuit races van het wereldkampioenschap superbike, die werden gewonnen door Raymond Roche, Doug Polen en Carl Fogarty. In 1998 organiseerde het circuit ook de Grand Prix van Maleisië in het wereldkampioenschap wegrace, waarbij de 125cc-klasse werd gewonnen door Noboru Ueda, de 250cc-klasse door Tetsuya Harada en de 500cc-klasse door Mick Doohan.